# Edward W. Felten

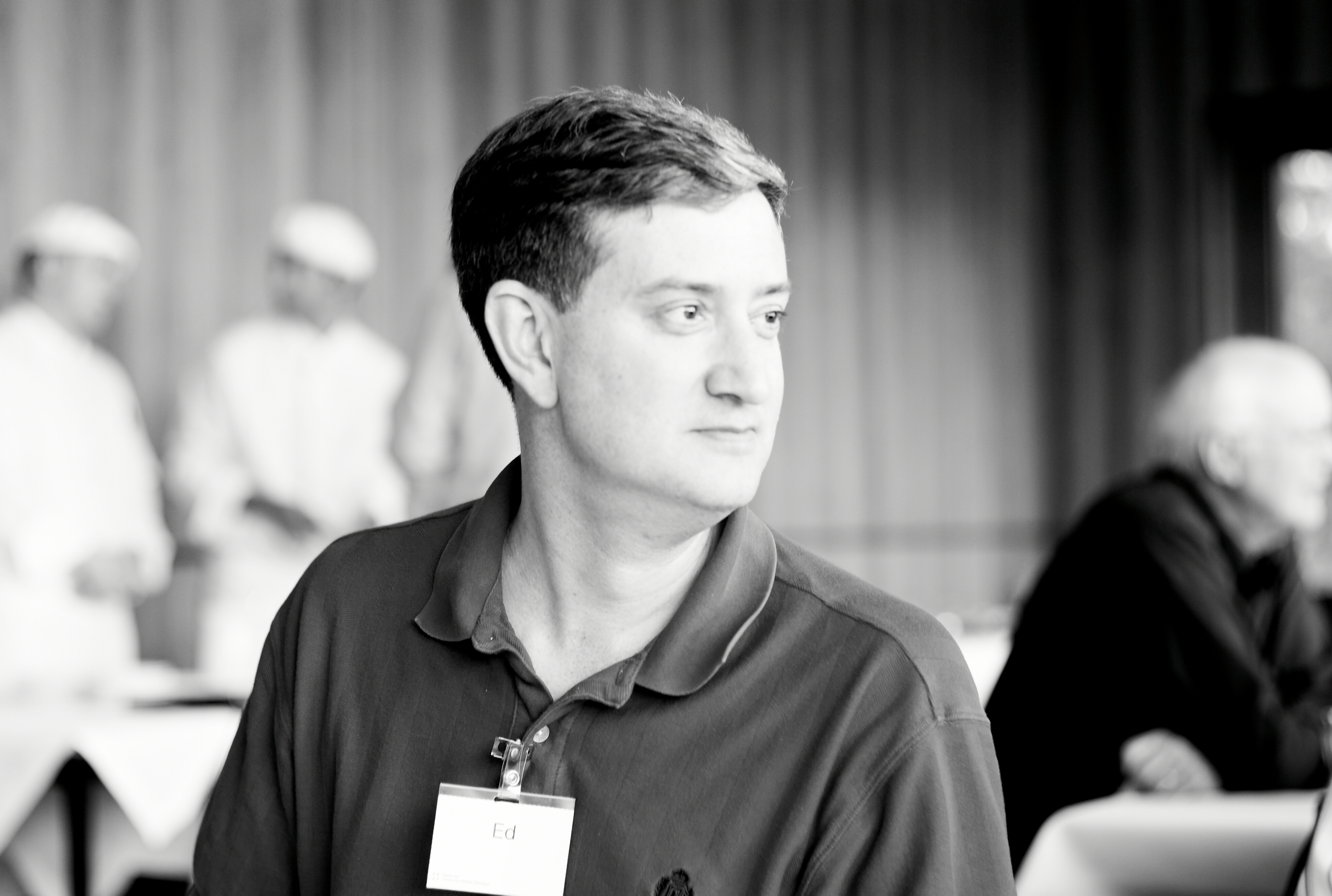
Edward W. Felten, 2007

Edward W. Felten (Edward William „Ed“ Felten; * 25. März 1963) ist Professor für Informatik und Öffentliche Angelegenheiten an der Princeton University.
Felten hat eine Vielzahl an Forschungsarbeiten im Bereich Computersicherheit geleistet, unter anderem zur Authentifizierung, und sich mit der Sicherheit im Zusammenhang mit der Programmiersprache Java beschäftigt. Am bekanntesten ist er vermutlich durch seine Arbeit über einen Wettbewerb der Secure Digital Music Initiative (SDMI).

## Leben

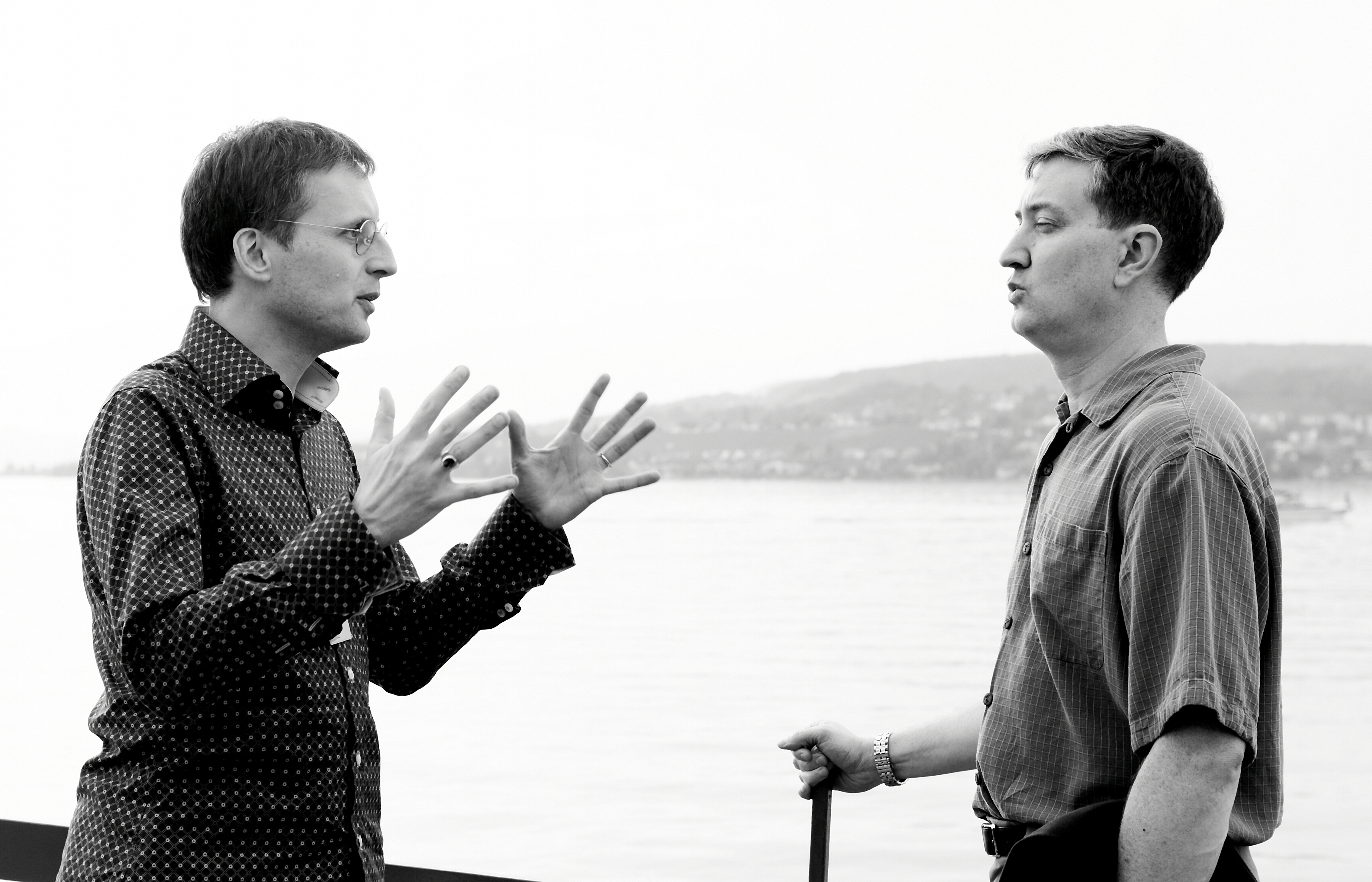
Felten mit Viktor Mayer-Schönberger (links), 2007

Felten ist Absolvent des California Institute of Technology, das er 1985 mit einem Abschluss in Physik verließ. Von 1986 bis 1989 arbeitete er am Caltech in einem Projekt mit parallelen Supercomputern. Danach schrieb er sich an der University of Washington als Doktorand für Informatik ein. 1991 erhielt er seinen „Master of Science“-Abschluss und 1993 den Doktorgrad. Thema seiner Doktorarbeit war die Entwicklung eines automatischen Protokolls zur Kommunikation zwischen parallelen Prozessoren.
1993 wurde er Mitglied des Lehrkörpers der Fakultät für Informatik an der Princeton University. Dort erhielt er 1997 ein Forschungsstipendium der Alfred P. Sloan Foundation (Sloan Research Fellowship). Er war als Berater für Anwaltskanzleien, Firmen, private Stiftungen und Behörden tätig. Sein Forschungsgebiet umfasst auch die Computersicherheit und Technologie-Richtlinien. 2011 wurde er in die American Academy of Arts and Sciences gewählt. Im Mai 2015 wechselte er ins Weiße Haus, Abteilung für Wissenschaft und Technologie, als Stellvertreter von Megan Smith.
Er lebt mit seiner Familie in Princeton (New Jersey).

## USA gegen Microsoft
Felten trat im Prozess USA gegen Microsoft, in dem das Unternehmen angeklagt war, verschiedene Verstöße gegen das Monopolrecht begangen zu haben, als Zeuge der US-Regierung auf.

## Zitate
„Vor die Wahl zwischen tanzenden Schweinen und Sicherheit gestellt, werden Benutzer jederzeit die dancing pigs wählen.“